# 孔昭華
孔昭華，MH，香港建制派人士，民建聯成員，曾任香港油尖旺區議會九龍站選區議員。